# Michael van Praag
Michael van Praag, född den 28 september 1947 i Amsterdam, är en nederländsk fotbollsfunktionär. Han är sedan 2008 ordförande för Nederländernas fotbollsförbund och blev 2015 utnämnd till vice-president i Uefa.
Van Praag var 1989–2003 ordförande för Ajax Amsterdam. Under hans tid som ordförande vann Ajax Uefacupen 1992, Champions League 1995, Uefa Super Cup 1995 och Interkontinentala cupen 1995 samt Eredivisie 1990, 1994, 1995, 1996, 1998, 2002, Nederländska cupen 1993, 1998, 1999, 2002 och Nederländska supercupen 1993, 1994, 1995, 2002.
Van Praags far, Jaap van Praag, var också ordförande för Ajax Amsterdam (1964–1978).

## Fifa-presidentvalet 2015 och Uefa-presidentvalet 2016
Den 26 januari 2015 meddelade van Praag sin intention att ställa upp i Fifa-presidentvalet mot sittande presidenten Sepp Blatter och i samband med detta uttalade han: "I'm very worried about the deteriorating situation at FIFA. The public opinion, the trustworthiness, is very bad, and with me a lot of people in the world believe so." van Praag drog sig ur valet den 21 maj, bara några få dagar före valet.
År 2016 deltog van Praag i valet om vem som skulle ta över posten som Uefa-president efter Michel Platini, som i maj 2016 tvingades avgå efter att ha stängts av från sporten i sex år. Valet till ny Uefa-president stod vid Uefas extrainsatta kongress i Aten mellan slovenen Aleksander Čeferin och van Praag. Ceferin vann med 42 röster mot van Praags 13 röster.